# Mariska de Mie
Mariska de Mie (17 april 1979) is een Nederlandse schaakster met FIDE-rating 2212 in 2016. In 2006 werd haar door de FIDE de titel Woman FIDE Master (WFM) toegekend.
De Mie is lid van schaakvereniging Horst Emscher 31 in Gelsenkirchen, en eerder van "De Waagtoren" te Alkmaar. In een rapidschaak jeugdtoernooi in Eindhoven werd ze vierde en ze speelde ook mee in het "Magnus Pinkstertoernooi" in 2001. De Mie heeft ook enkele keren meegespeeld in het  Nederlands kampioenschap voor meisjes tot 20 jaar. In 1996 werd ze kampioen. In het "Wetterskip Fryslântoernooi" 2003 te Leeuwarden nam De Mie deel aan de halve finale. Ze werd met 6½ uit 9 tweede op het Nederlandse kampioenschap snelschaak dat op 12 maart 2005 te Alphen aan den Rijn gespeeld werd. Linda Jap Tjoen San werd met 7 uit 9 eerste, terwijl Yvette Nagel derde werd.
Bij de halve finales van het NK Schaken voor vrouwen in maart 2006 versloeg zij Ewelina Getmanchuk en Iwona Bos. De Mie plaatste zich hierdoor voor de finales van het NK Schaken, dat op juni 2006 in Hilversum gespeeld werd. 
Bij het Nederlands kampioenschap schaken 2009 eindigde ze als nummer 3 bij de dames. 
De Mie is getrouwd geweest met de voormalig Nederlands jeugdkampioen schaken Rob Bertholee. 